# Igor Cassina
Igor Cassina (ur. 15 sierpnia 1977 w Seregno) – włoski gimnastyk, mistrz olimpijski, dwukrotny medalista mistrzostw świata, trzykrotny medalista mistrzostw Europy.
Specjalizuje się w ćwiczeniach na drążku. Największym sukcesem zawodnika jest złoty medal igrzysk olimpijskich w Atenach w tej konkurencji.

## Osiągnięcia
| Rok  | Zawody               | Miasto    | Miejsce | Konkurencja         | Punktacja |
| ---- | -------------------- | --------- | ------- | ------------------- | --------- |
| 2002 | Mistrzostwa Europy   | Patras    | 3       | Ćwiczenia na drążku | 9.687     |
| 2003 | Mistrzostwa świata   | Anaheim   | 2       | Ćwiczenia na drążku | 9.750     |
| 2004 | Igrzyska olimpijskie | Ateny     | 1       | Ćwiczenia na drążku | 9.812     |
| 2005 | Mistrzostwa Europy   | Debreczyn | 2       | Ćwiczenia na drążku | 9,737     |
| 2007 | Mistrzostwa Europy   | Amsterdam | 3       | Ćwiczenia na drążku | 15,575    |
| 2008 | Igrzyska olimpijskie | Pekin     | 4       | Ćwiczenia na drążku | 15,675    |
| 2009 | Mistrzostwa świata   | Londyn    | 3       | Ćwiczenia na drążku | 15.625    |